# Йосифітки
Йосифíтки Повна назва: Згромадження сестер св. Йосифа Обручника Пречистої Діви Марії. Заснував о. Кирило Селецький в 1898 р. в с. Цеблів, Сокальського повіту в Україні. Мають свої осідки в Польщі, Канаді , Бразилії та Росії.
Головний Дім Згромадження знаходиться у місті Львові. Згромадження Папського права. 
У 2001 році Святіший Отець Іван Павло II проголосив блаженними преподобномученицями дві сестри зі Згромадження сестер Св. Йосифа — с. Олімпію Біду і с. Лаврентію Гарасимів.